# Spanien (gade)
 For alternative betydninger, se Spanien (flertydig). (Se også artikler, som begynder med Spanien)
Spanien er en gade i det centrale Aarhus, der strækker sig fra Jægergårdsgade til Sønder Allé og er en del af kystruten gennem byen.
Gaden er meget smal og er arrangeret med to spor mod syd og enkeltsporet mod nord. Der er to jernbanebroer over gaden, til henholdsvis Grenaabanen og godstog til Aarhus Havn, men da de er under de 4,5 meter det kræver for lastbiler og dobbeltdækkerbusser at passere henvises disse køretøjer til Sydhavnsgade. I gaden ligger bl.a. badeanstalten Spanien.

## Historie
Gaden blev anlagt omkring 1800 og blev navngivet i 1828 efter de spanske soldaters lejrbarak der lå i området i 1808 i forbindelse med napoleonskrigene. Napoleon havde erklæret Sverige krig og som fransk allieret og nabo til Sverige, måtte Danmark lægge land til invasionen. Napoleon ville styrke den fransk-danske hær og sendte 14.000 spanske soldater til Danmark. Et regiment på 1.800 soldater skulle stationeres i Aarhus.